# Aguriahana pictilis
Aguriahana pictilis är en insektsart som först beskrevs av Carl Stål 1853.  Aguriahana pictilis ingår i släktet Aguriahana och familjen dvärgstritar. Arten är reproducerande i Sverige. Inga underarter finns listade i Catalogue of Life.